# Боде-Колычёв, Михаил Львович
Барон Михаил Львович Боде (с 1875 года — Боде-Колычёв; 17 [29] декабря 1824, Москва — 22 марта [3 апреля] 1888, Москва) — русский историк, археолог, коллекционер, обер-гофмейстер, создатель усадьбы «Лукино».

## Биография
Выходец из баронского рода Боде. Родился в семье барона Льва Карловича Боде и Натальи Фёдоровны Колычёвой (1790—1860), последней представительницы боярского рода Колычёвых. Поскольку ко второй половине XIX века в роду Колычевых не осталось представителей мужского пола, в 1875 г. высочайшим соизволением М. Л. Боде было разрешено принять герб и называться бароном Боде-Колычёвым.

В 1839—1843 обучался в Пажеском корпусе, по окончании которого служил в придворном ведомстве. В 1853—1856 годах в составе Московского ополчения участвовал в Крымской войне. По окончании войны поселился в Москве в купленом у князей Долгоруковых дворце на углу Поварской и Никитской улиц и в чине надворного советника поступил на службу в Московскую дворцовую контору помощником директора Оружейной палаты. В 1864—1869 годах был почетным членом Общества любителей духовного просвещения. С 1875 года до конца жизни являлся вице-президентом Комиссии по строительству храма Христа Спасителя в Москве. По воспоминаниям современника, барон М. Л. Боде:
Был удивительно красив и хорошо сложен, он был громадного роста, очень высоко и гордо держал голову, брился по-придворному, то есть не носил ни усов, ни бороды, волосы имел белокурые, мягкие и зачесанные назад. Он себя так сумел поставить, что все перед ним преклонялись. Любил музыку, сам имел очень приятный густой тенор и немного играл на виолончели.

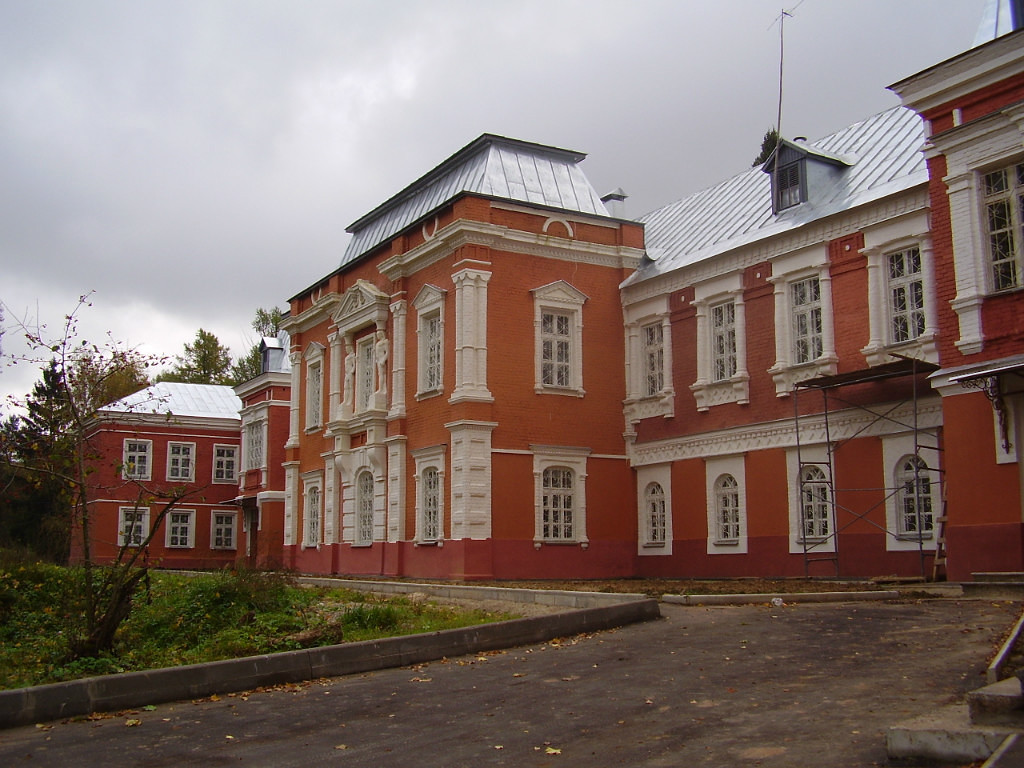
Главный фасад дома в Мещенском

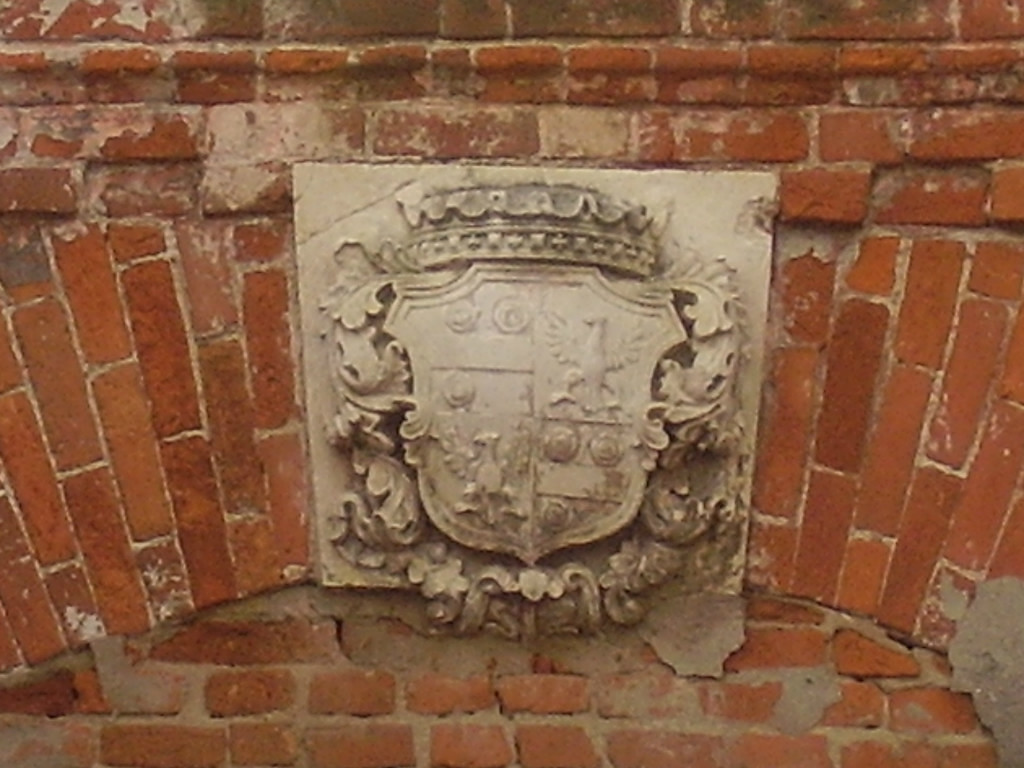
Фамильный герб Боде на въездных воротах в усадьбу Мещерское

Был пожалован придворными званиями «в должности церемониймейстера» (1856) и «в должности гофмейстера» (1866), чинами действительного статского советника (1862), гофмейстера (1874), обер-гофмейстера и действительного тайного советника (1883). Будучи «человеком старого закала, барон был властный, немного самодур, но в общем добрый и настоящий барин». Его огромный дом на Поварской (Усадьба Соллогуба) был замечательно красив и полон художественных предметов. Все в нём было исполнено под личным наблюдением хозяина. Вечера по понедельникам у барона начинались рано и вся Москва приезжала к нему в 8 1/2 или 9 часов вечера.
Инициировал строительство усадебного комплекса в своей усадьбе Мещерское.
В своей подмосковной усадьбе Лукино Звенигородского уезда Московской губернии построил комплекс зданий в старо-русском стиле, включая «кремль», часовни, мемориал рода Колычевых, и церковь Св. Филиппа, где были похоронены многие члены семьи Боде, включая его самого и его супругу. В постсоветское время усадьба используется как летняя резиденция Московского Патриарха. Автор монументального исторического труда «Боярский род Колычевых», изданного в 1886 году в Москве тиражом 200 экземпляров.

## Семья

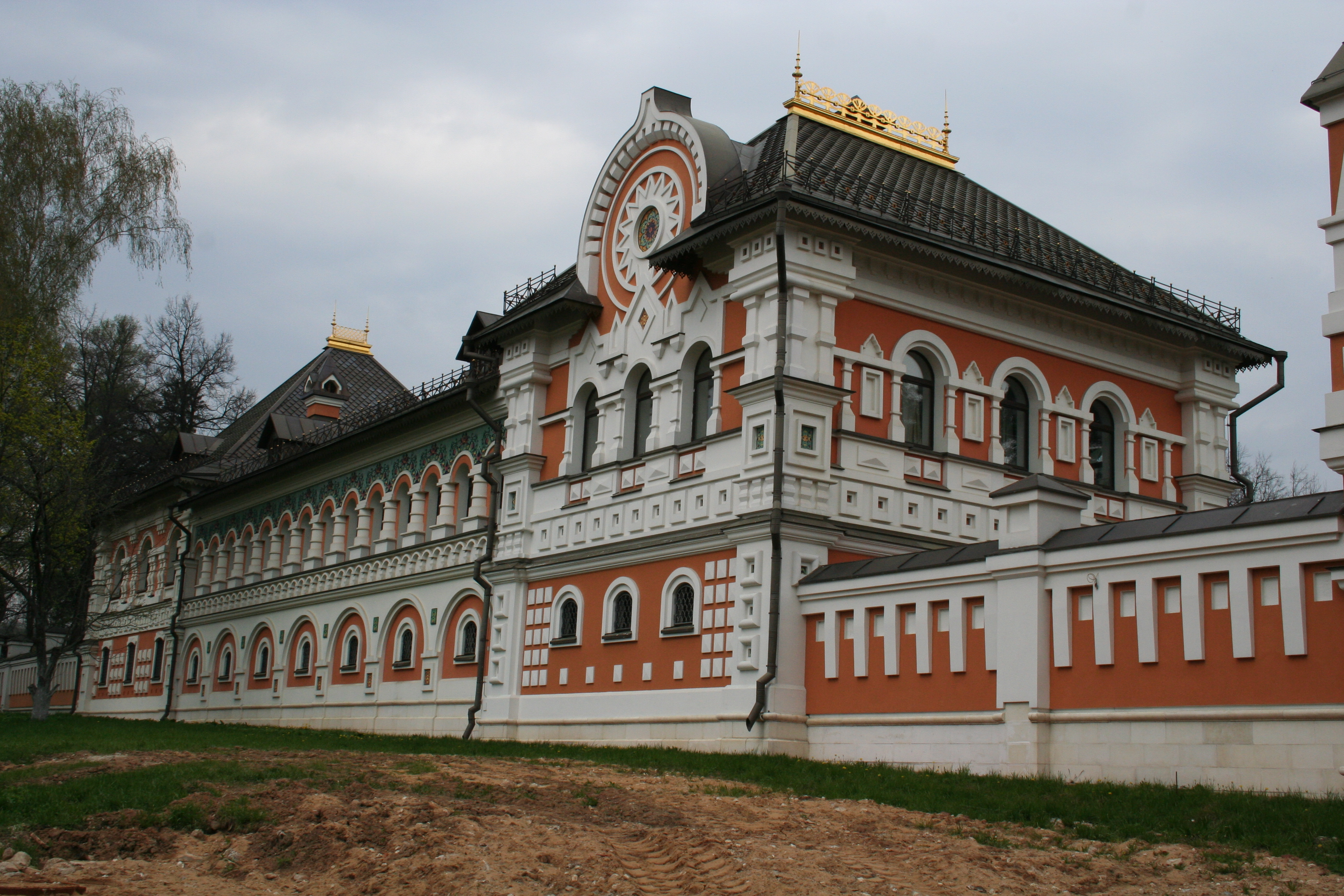
Усадьба Михаила Боде Лукино

Жена — Александра Ивановна Черткова (16.06.1827—5.01.1898), фрейлина двора (1845), дочь действительного тайного советника Ивана Черткова и баронессы Елены Строгановой. Родилась в Петербурге, крещена 24 июня 1827 года в Пантелеимоновской церкви, крестница князя В. С. Трубецкого и графини Е. С. Самойловой. Баронесса Боде, по замечанию современницы, была оригинальная, странная особа. Сидя неподвижно в кресле, она приветствовала своих гостей, не покидая его, но все, зная её особенности, не придавали этому значения. Она никуда не ездила с дочерьми, которые всегда всюду ездили с отцом или одни, так как гувернантки у них не было. В комнатах её дочерей царила полная свобода. Собирались их друзья, молодые люди, все садились на пол, звучали гитары, пели хором. Баронесса помогала мужу в собирании и изучении истории их старинного рода. Похоронена в лукинской усыпальнице Боде-Колычевых. Дети:
- Михаил (10.07.1849—10.07.1849)
- Наталья (17.07.1851—1915), фрейлина, замужем за графом Фёдором Соллогубом, театральным художником.
- Елена (1853—1853), похоронена в Лукине, в усадебной церкви.
- Мария (09.03.1856—22.03.1897), фрейлина, замужем за Михаилом Сухотиным, членом 1-й Государственной думы от Тульской губернии.

## Сочинения
- Боярский род Колычевых. — М.: Синод. тип., 1886.